# Georg von Klencke (Manager)
Georg von Klencke (auch: Georg (Jürgen) Ernst August von Klencke; * 9. Januar 1874 auf Schloss Hämelschenburg; † 1960) war ein deutscher Jurist und Versicherungsmanager.

## Leben
Georg von Klencke entstammte dem Adelsgeschlecht von Klencke und wurde auf der seit Jahrhunderten im Besitz der Familie befindlichen Weserrenaissance-Schloss Hämelschenburg geboren, deren Betrieb er später selbst als Hausherr vorstand. Nach seinem Schulabschluss studierte von Klencke Rechtswissenschaft und stieg anschließend in eine Beamtenlaufbahn ein, trat jedoch im Alter von 49 Jahren aus dem Staatsdienst aus.
Der als Amtsgerichtsrat und Landschaftsrat der Calenberg-Göttingen-Grubenhagenschen Ritterschaft wirkende Jurist und Landwirt wurde um 1934 Mitglied im Brandkassen-Ausschuss der VGH Versicherungen, die seinerzeit noch nur gegen Feuerschäden sowie gegen Einbruch versicherte. 46 Jahre lang übernahm von Klencke seitdem Führungsaufgaben bei der VGH; von 1920 bis 1960 wirkte er im Verwaltungsrat, dem er 31 Jahre vorstand. Jahre vor der Gründung der Bundesrepublik Deutschland begann von Klencke mit der Lenkung des Versicherers als Aufsichtsratsvorsitzender. In seiner Ära wurde das Portfolio der VGH durch eine Reihe anderer Versicherungssparten ergänzt, stieg die Versicherungssumme von rund fünf auf einhundert Millionen DM.
In mehr als vier Jahrzehnten versäumte Georg von Klencke nahezu keine Sitzung bei der VGH. Erst, als er im Alter von 85 Lebensjahren einen schweren Unfall erlitt, ließ er sich zeitweilig vertreten. Er starb kurz darauf im Jahr 1960.

## Porträt
Ein 1953 datiertes Ölgemälde mit dem Brustbild Georg von Klenckes sowie dem Wappen der Familie findet sich im Besitz der VGH Versicherungen.